# Saint-Fort-sur-Gironde
Saint-Fort-sur-Gironde település Franciaországban, Charente-Maritime megyében. Lakosainak száma 907 fő (2022. január 1.). Saint-Fort-sur-Gironde Champagnolles, Lorignac, Saint-Dizant-du-Gua, Saint-Germain-du-Seudre, Saint-Christoly-Médoc, Valeyrac, Bégadan és Floirac községekkel határos.

## Népesség
A település népessége az elmúlt években az alábbi módon változott:
| Lakosok száma | 1035 | 1009 | 1012 | 932  | 885  | 909  | 909  | 902  | 908  | 907  |
|               | 1968 | 1982 | 1990 | 2006 | 2013 | 2015 | 2017 | 2019 | 2020 | 2022 |